# Love Songs (Babyface)
Love Songs è un album di raccolta del cantante statunitense Babyface, pubblicato nel 2001.

## Tracce
1. I Said I Love You
2. All Day Thinkin'
3. This Is for the Lover in You
4. Lady, Lady
5. For the Cool in You
6. A Bit Old Fashioned
7. Never Keeping Secrets
8. When Can I See You
9. Whip Appeal
10. Soon as I Get Home
11. Given a Chance
12. Sunshine
13. Every Time I Close My Eyes
14. When Your Body Gets Weak
15. Lovers
16. You Make Me Feel Brand New